# Donji Crnogovci
Donji Crnogovci je naseljeno mjesto u Republici Hrvatskoj u općini Staro Petrovo Selo u Brodsko-posavskoj županiji.

## O naselju
U Donjim Crnogovcima se nalazi kapela Male Gospe, naselje pripada župi sv. Antuna Padovanskoga iz Starog Petrovog Sela, dio je Novokapelačkog dekanata Požeške biskupije. 

## Zemljopis
Donji Crnogovci se nalaze istočno od Nove Gradiške, 6 km jugozapadno od Starog Petrovog Sela, susjedna naselja su Laze na zapadu, Gornji Crnogovci na sjeveru i Štivica na istoku.

## Stanovništvo
Prema popisu stanovništva iz 2011. godine Donji Crnogovci su imali 131 stanovnika. 
| broj stanovnika | 166   | 203   | 213   | 164   | 181   | 168   | 164   | 175   | 184   | 187   | 190   | 183   | 165   | 143   | 137   | 131   | 106   |
|                 | 1857. | 1869. | 1880. | 1890. | 1900. | 1910. | 1921. | 1931. | 1948. | 1953. | 1961. | 1971. | 1981. | 1991. | 2001. | 2011. | 2021. |

## Povijest
U povijesnim dokumentima Crnogovci su se najčešće spominjali kao: Czernogorczy, Czernogovcze, Czrnogorczi, Cerno-Gorcij, Cernogorcze, Cernogovczy, Cernogovcz itd. Po prvi puta naziv Crnogovci zapisan je 1848.g. u matici rođenih petrovoselske župe.
Crnogovci su bili do 18. stoljeća zajedničko ime za današnja naselja Donje i Gornje Crnogovce, te Laze i Godinjak. Od 1880. godine Crnogovci se zapisuju posebno kao Donji i Gornji Crnogovci, ali ta podjela nikada nije u potpunosti zaživjela, jer nisu podijeljeni ni gruntovno ni školski. Jedino su razdvojeni po crkvenoj osnovi od početka 20. stoljeća, jer štuju svaki svog sveca. U vrijeme turske vladavine na ovim postorima Crnogovci su pripadali u nahiju Cernik u Cerničkom sandžaku – islamizacija je ovdje bila manje izražena nego u okolnim selima.
Za vrijeme Vojne krajine Crnogovci su pripadali VIII. Gradiškoj regimenti 8. satnije sa sjedištem u Starom Petrovom Selu, koja je stožer imala u tada novosagrađenom gradu Friedrichsdorfu (Nova Gradiška). U Prvom svjetskom ratu Crnogovčani su ratovali na ratištima Srbije, Galicije, Ukrajine i Italije, a kao austro – ugarski vojnici pripadali su Brodskoj regimenti. Dvadesetak godina nakon završetka Drugog svjetskog rata Crnogovci su na određeni način bili zapostavljeni. Stanovništvo se pretežno bavilo poljoprivredom. Seljacima je bila nametnuta tzv. obaveza, kojom su od svega proizvedenog na svojoj zemlji određenu količinu morali davati državi, a čak im je bila i oduzimana zemlja.